# Dembowski (cráter)

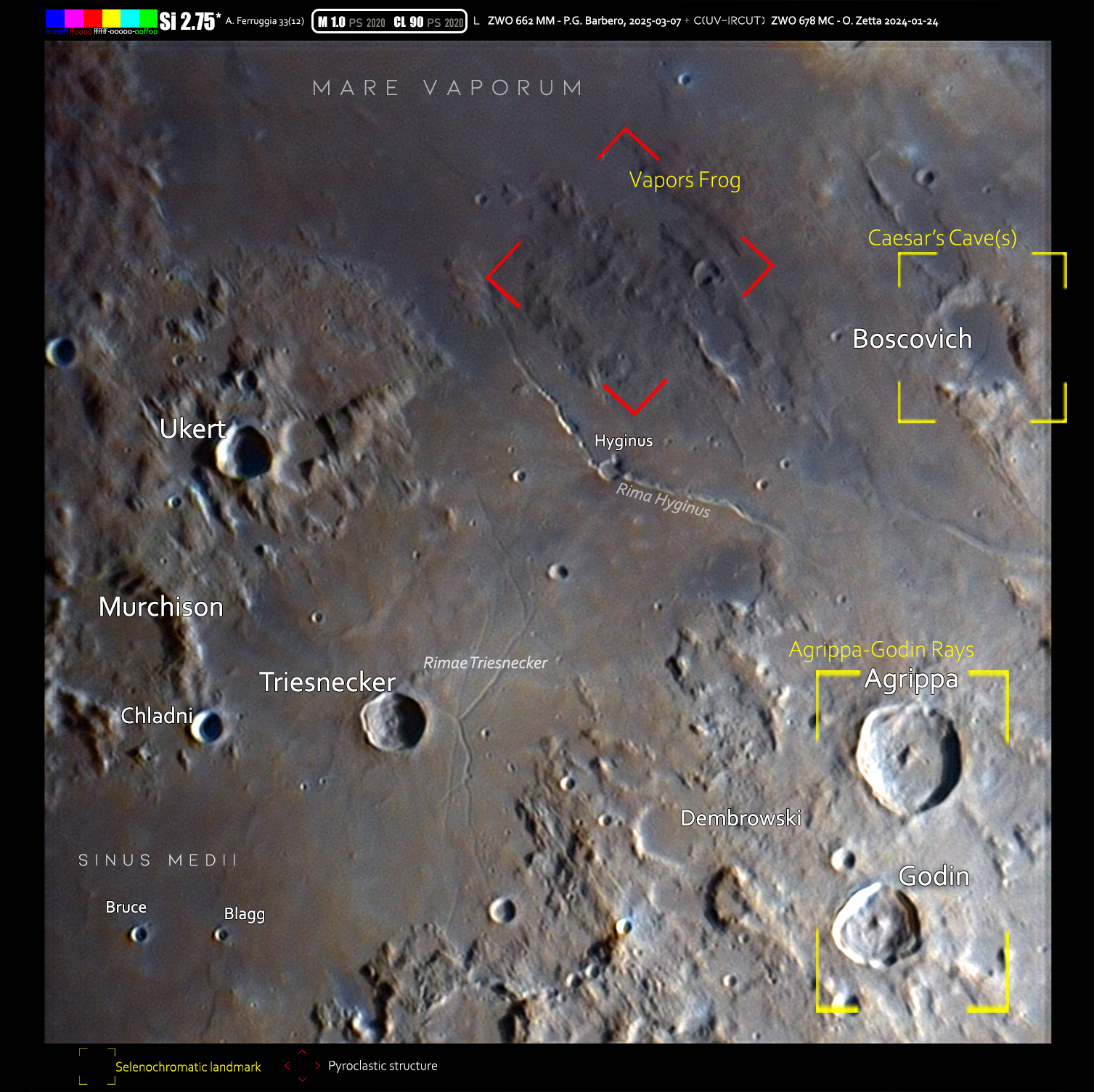
Área del cràter en formato selenocromático

| Dembowski es un cráter de impacto lunar situado al sureste del Sinus Medii. Al este se encuentran los cráteres Agrippa y Godin, y al suroeste aparece Rhaeticus. El suelo de Dembowski está cubierto por el flujo de lava que ha erradicado la mitad oriental del borde, dejando sólo un ligero resalto de la superficie, en el lugar en el que se hallaba la pared exterior. La mitad occidental superviviente del borde es de forma poligonal, y sus extremos están muy dañados, formando resaltos en la superficie lunar. El flujo de lava basáltica parece haber alcanzado el cráter a través de un canal irregular que procede en dirección sur desde el Sinus Medii. |

## Cráteres satélite
Por convención estos elementos son identificados en los mapas lunares poniendo la letra en el lado del punto medio del cráter que está más cerca de Dembowski.
|           | \| Dembowski \| Coordenadas \| Diámetro \| \| --------- \| ------------------------ \| -------- \| \| A \| 3°00′N 6°30′E / 3.0, 6.5 \| 6 km \| \| B \| 2°30′N 6°12′E / 2.5, 6.2 \| 7 km \| \| C \| 2°06′N 7°24′E / 2.1, 7.4 \| 16 km \| |          |
| Dembowski | Coordenadas | Diámetro |
| A         | 3°00′N 6°30′E / 3.0, 6.5 | 6 km     |
| B         | 2°30′N 6°12′E / 2.5, 6.2 | 7 km     |
| C         | 2°06′N 7°24′E / 2.1, 7.4 | 16 km    |